# برادرم تنها فرزند است
برادرم تنها فرزند است (ایتالیایی: Mio fratello è figlio unico) فیلمی است به کارگردانی دانیله لوکتی که در سال ۲۰۰۷ منتشر شد. از بازیگران آن می‌توان به الیو جرمانو، ریکاردو اسکامارچو، و لوکا زینگارتی اشاره کرد.